# Sony Ericsson Vivaz pro
Sony Ericsson Vivaz pro U8i (другое название Kanna) — смартфон компании Sony Ericsson с сенсорным экраном и физической QWERTY-клавиатурой, вышедший в  2009 году (в России в 2010). Данная модель на платформе Symbian версии 9.4 (Series 60 5th edition).

## Общие характеристики
- Разрешение камеры: 5.1 Mпикс
- Автофокус: Есть
- Вспышка: Светодиодная
- Видеозапись: Есть
- Java: Есть
- MP3 — звонок: Есть
- Аудиоплеер: Есть
- Фоновый режим аудиоплеера: Есть
- FM — радио: Есть
- Аудиоразъем: 3,5 мм
- Диктофон: Есть
- G-сенсор (Акселерометр): Есть
- Датчик освещенности: Есть

Экран:
- Диагональ: 3.2 "
- Тип основного дисплея: TFT
- Количество цветов основного дисплея: 16000000
- Разрешение основного дисплея (pix): 360x640 (nHD)

Система:
- Операционная система: Symbian 9.4 (S60 5th edition)
- Процессор ARM Cortex A8 с тактовой частотой 720 МГц
- GPS-навигация: Есть
- Система A-GPS: Есть

Связь
- Стандарт: GSM 850, GSM 900, GSM 1800, GSM 1900, UMTS (WCDMA)
- 3G: Есть
- MMS: Есть
- E-mail клиент: Есть
- EDGE: Есть
- Bluetooth: 2.1
- Wi-Fi: Есть
- GPRS/3G-модем: Есть
- WAP: v 2.0
- Синхронизация с ПК: Есть
- Разъем для синхронизации: microUSB
- Беспроводная синхронизация: Есть

Корпус
- Тип корпуса: Слайдер
- Длина, мм: 109
- Ширина, мм: 52
- Толщина, мм: 15
- Вес, г: 117
- Материал корпуса: Пластик
- Оперативная память (Мб): 256
- Энергозависимая память (Мб): 70
- Поддержка карт памяти: microSD (TransFlash), microSDHC

Питание
- Тип аккумулятора: Li-Pol
- Ёмкость аккумулятора, mAh: 1200
- Время работы в режиме разговора (ч): 12 часов 30 минут
- Время работы в режиме ожидания (ч): 430 - 440 часов

## Достоинства модели
1. Небольшие размеры;
2. Частота процессора 720 МГц;
3. Графический ускоритель;
4. Физическая QWERTY-клавиатура.

## Недостатки модели
1. Среднее качество звука через динамик